# Округ Ван Зант (Тексас)
Округ Ван Зант (енгл. Van Zandt County) је округ у америчкој савезној држави Тексас. По попису из 2010. године број становника је 52.579.

## Демографија
Према попису становништва из 2010. у округу је живело 52.579 становника, што је 4.439 (9,2%) становника више него 2000. године.
| Група             | 2000.          | 2010.          |
| Белци             | 42.619 (88,5%) | 45.087 (85,8%) |
| Афроамериканци    | 1.416 (2,9%)   | 1.427 (2,7%)   |
| Азијати           | 88 (0,2%)      | 171 (0,3%)     |
| Хиспаноамериканци | 3.201 (6,6%)   | 4.847 (9,2%)   |
| Укупно            | 48.140         | 52.579         |